# 本田恵一・玉木貞子
本田恵一・玉木貞子（ほんだけいいち・たまきさだこ）は、昭和期に活躍した夫婦漫才（音曲漫才）。

## コンビについて
人気の第一線に立つことはほとんどなかったが、茶筒とヤカンの二挺鼓なる珍芸で、晩年人気を集めたほか、てんのじ村を代表する芸人としても知られた。

## 来歴・芸風
恵一は1910年愛媛県中山町出身。実家の木の実問屋を手伝っていたが、16歳のときに家出同然で飛び出し広島の呉で演芸館に住み込みで働く、同僚の親友に寄席小屋の席亭の息子がいたので寄席にの楽屋に出入りするようになる。21歳で沖野光の名で立花幸楽とコンビを組んでデビューとなった。広島の演芸館や巡業をなかりだったが、1936年頃幸楽が死去し解消。
貞子は竹の家喜雀の娘で1913年の生まれで1918年上京。「竹の家小茶女」を名乗り、初舞台。帰阪後は小学校に通いながら、芸人生活を送っていたが、中退し、弟）とコンビを組んで、竹の家小升・正雀で漫才師に。竹の家定奴の名で女道楽で舞台に出る。
1937年頃に呉の演芸館時代から面識のあった恵一と貞子が6年ぶりに再会し結婚。1937年に夫婦漫才を結成し、本田恵一・一恵となった。
後に2人は結婚しコンビを組むに伴い定奴は玉木貞子と改名。音曲漫才であった。
北九州の八幡を巡業の際に、子供たちが潰れた鍋やバケツやフライパンを持ってきて、チンドン屋の真似事をしている遊びから着想を得て、「ヤカンと海苔缶の二挺鼓」なる珍芸を考案。貞子が櫓太鼓の曲弾き、恵一が海苔缶とヤカンを持ち出し、演奏を始めるスタイルを確立する。
安来節などの歌を得意としていた。
興行社には所属せず、西成区の「てんのじ村」に居を構え、松鶴家団之助の団之助興行社など芸人たちのつながりや仕事の中で生きてきた。戦後も巡業をメインに活躍。
1970年頃より起こった珍芸ブームで、関西系のテレビに出演していた。　1971年放送の「新日本紀行　浪華芸人横丁」にも出演。
1980年代に入り松鶴家団之助の死や恵一の神経痛の悪化から劇場、寄席の出演は少なくなったが、テレビに出演しこの芸を披露していた。
1985年の『日本演芸家名鑑』、1986年の名簿に名前があるが、1987年には貞子のみになっているため、恵一はこの間に亡くなったと思われる。その後貞子は弟の小松まこととコンビを組み、細々と仕事をこなしていたが、『国立劇場演芸場』（1997年2月号）掲載の小松まことの記事に「貞奴から玉木貞子になった姉の応援も得たがいづれも死別」とある事より、1997年以前には没していたとみられる。
後ろ面踊りの小松まことは同じ竹の家喜雀の一門。

## メンバー
- 本田恵一（ほんだけいいち、1910年3月15日 - 1986年頃）本名は本田一恵。

- 玉木貞子（たまきさだこ、1913年4月5日 - 1997年以前）本名は本田（旧姓不明）貞子。

## リンク
本田恵一・玉木貞子 | 上方漫才のすべて